# Rio Ljubljanica
O rio Ljubljanica em Ljubljana
O rio Ljubljanica (em alemão:  Laibach) é um rio da Eslovénia. Tem 41 km de comprimento, e cerca de 20 km são subterrâneos, de modo que no total o rio apresenta sete nomes diferentes: Trbuhovica, Obrh, Stržen, Rak, Pivka, Unica e Ljubljanica. A capital da Eslovénia, Ljubljana, situa-se nas margens deste rio. O Ljubljanica é afluente do rio Sava, e a confluência situa-se a 10 km de Ljubljana.

## Imagens

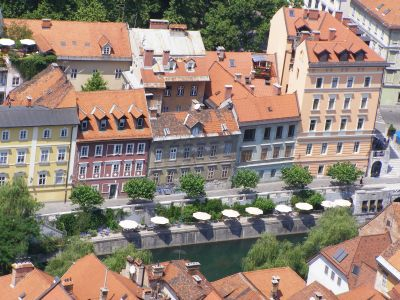

1. ↑  «Rio Ljubljanica». Encyclopædia Britannica Online (em inglês). Consultado em 13 de maio de 2023